# Iedo Silva

Iedo Cruz da Silva (Cachoeira do Sul, 18 de dezembro de 1946 - Porto Alegre, 15 de setembro de 2021) foi um dos maiores artistas gaúchos. Gaiteiro, compositor e cantor, lançou  diversas músicas de sucesso, inclusive algumas delas tiveram alcance nacional, como Ala Pucha.

## Biografia

### Infância e Juventude
Iedo Silva nasceu na região do Piquiri, distrito de Cachoeira do Sul. Filho de agricultores, trabalhava desde criança com seu pai e irmãos na produção de arroz, principal cultivo de Cachoeira do Sul. Desde cedo, decidiu que seria gaiteiro. Para colocar seu objetivo em prática, começou a frequentar os bailes na região do Piquiri, não para dançar, mas para ficar prestando atenção nos dedos dos gaiteiros.
Entretanto, Iedo não possuía uma gaita, haja vista sua família ser humilde, tendo muito pouco dinheiro, e sua produção agrícola sendo basicamente para subsistência. 
Ainda na sua juventude, Iedo havia ganhado uma novilha de sua madrinha, que deu algumas crias. Quando Iedo já possuía 4 ou 5 animais, apareceu na propriedade uma pessoa vendendo uma gaita de 48 baixos, um Acordeon Todeschini. Não querendo perder a oportunidade, Iedo, então com cerca de 12 anos de idade, ofereceu uma vaca em troca da gaita. O pai de Iedo não autorizou a negociação, momento em que a madrinha de Iedo interveio (uma vez que ela fora a doadora da vaca). Assim, a negociação foi efetivada e o sonho de Iedo começava a tornar-se realidade.
Sem referências de professores ou gaiteiros no entorno de seu rancho, Iedo teve de aprender a tocar o instrumento sozinho, de ouvido. Assim, tentava reproduzir em casa os sons que ouvia nos bailes, ou então na rádio. Seu pai gostava de ouvir trovadores na rádio, que declamavam ao som de "Mi Maior de Gavetão". Quando o pai de Iedo ouviu o filho tocando o Mi Maior de Gavetão na gaita, deu-se conta que Iedo seria, de fato, um artista.
À medida que ia se desenvolvendo no instrumento, Iedo foi sendo chamado para animar  bailes e festas  na região do Piquiri e Barragem do Capané, nos locais conhecidos como   Bailanta do Xexé, Salão do Carlos, Salão da Noêmia, Bailanta do Curti e na casa do Bertolino (quando ele era pobre, porque depois de enriquecer, Bertolino nunca mais contratara Iedo, certamente uma piada entre grandes amigos), conforme narrado na música Águas de Cachoeira. 
Este início como músico deu-se antes de completar 18 anos, idade em que serviu o exército em Cachoeira do Sul. Durante o serviço militar, conseguiu manter também a atividade de músico. Após a serviço militar, morou ainda alguns anos em Cachoeira do Sul, planejando sua mudança para Porto Alegre.

### Mudança para Porto Alegre
Em 1970, Iedo decidiu mudar-se para Porto Alegre,  pois acreditava que teria mais chances de crescer como artista na capital. Para possibilitar a mudança, teve de vender sua primeira gaita.
Em Porto Alegre, morou inicialmente na casa de sua irmã e arrumou emprego em uma fábrica de produtos alimentícios e rações, através do qual ele planejava economizar e comprar uma gaita nova. Perto da casa da sua irmã, havia uma quitanda, cujo dono era gaiteiro. Então, fez amizade com o gaiteiro, e quando Iedo tocava aquela gaita, muitas pessoas paravam para ouvi-lo. Assim, aos finais de semana, Iedo ia tocar na barraca quitandeira, episódio também narrado na música Águas de Cachoeira.  Um desses fãs da quitanda fez uma proposta a Iedo: se ele o ensinasse a tocar gaita, o fã o presentearia com uma gaita. Iedo aceitou a proposta e algum tempo depois já tinha uma gaita Todeschini novamente.

### Vivendo da música
Mesmo possuindo a gaita, Iedo continuava seu emprego na indústria. Um dia, ao sair do trabalho, encontrou por acaso na rua um músico conhecido seu de Cachoeira do Sul, Xará, da dupla Xará e Timbaúva, que o convidou para participar de um programa de TV do Teixeirinha.  Iedo aceitou o convite a apareceu na televisão. Após essa aparição, seus chefes na indústria o demitiram, pois acreditavam que ele já era uma artista. A partir deste fato, Iedo, que já tinha planos de pedir demissão, começou a viver exclusivamente da música.

### Gaiteiro de José Mendes
Iendo começou a se apresentar nos fins de semana em uma churrascaria, junto de outros dois músicos. Nestas apresentações, Iedo começou a receber vários pedidos de um senhor da plateia para tocar músicas de José Mendes (cantor), que naquela altura estava em bastante evidência, não apenas no Rio Grande do Sul, mas no Brasil, fazendo sucesso com a música "Pedro Pára".
Após alguns finais de semana, este  senhor retorna novamente à churrascaria, desta vez acompanhado do próprio José Mendes. Iedo se deu conta, então, que o referido senhor era o empresário do renomado cantor, que estava em busca de um novo gaiteiro. Feito o convite, Iedo prontamente o aceitou, tornando-se então o gaiteiro de José Mendes e, por ironia do destino, o primeiro show de José Mendes com participação de Iedo foi feito na cidade de Cachoeira do Sul, cidade natal de Iedo.

### Participação no grupo Os Tauras
Após cerca de um ano trabalhando como gaiteiro de José Mendes, Iedo recebeu o convite para participar do conjunto Os Tauras. Pensando em evoluir na carreira, aceitou o convite, entrando como sócio do grupo em 1973. Assim que aceitou o convite, comunicou a José Mendes sua decisão, informando que continuaria com ele por mais 30 dias, para que nesse período ele pudesse contratar outro gaiteiro. Finalizados os 30 dias, José Mendes tentou convencer Iedo a permanecer com ele, pagando o preço que fosse. Iedo recusou, pois tinha dado a palavra e se comprometido com os Tauras.
Logo após adentrar ao grupo, os Tauras viajaram para Recife, para se apresentarem em uma churrascaria.  Iedo atuava nos Tauras como gaiteiro e como cantor fazia a segunda voz. Na gravação do primeiro disco, Iedo conheceu o já consagrado e reconhecido como um dos maiores gaiteiros do Rio Grande do Sul, Albino Manique, do grupo Os Mirins, que fariam a parte instrumental na gravação do LP. Nesta oportunidade, Iedo mostrou a Albino uma composição, que culminou em uma parceria entre ambos, na música Jogo de Fole.
No primeiro disco dos Tauras, uma música fez bastante sucesso: Súplica de um Gaúcho, que rendeu a participação do grupo no filme O Grande Rodeio. Durante sua participação nos Tauras, Iedo gravou 04 LPs. 

### Participação no grupo Os Farrapos
Posteriormente, por volta de 1980, Iedo fundou um novo grupo, Os Farrapos. Logo no início, com problemas com o vocalista contratado, Iedo decidiu que assumiria como vocalista principal do conjunto, e que utilizaria suas composições no repertório.
Então, com 4 meses de existência dos Farrapos, Iedo gravou uma fita demo e começou a procurar uma gravadora. Foi então à mesma gravadora que gravou discos para os Tauras, a Copacabana. Tal gravadora não demonstrou interesse. Sem intenção de desistir, Iedo procurou outra gravadora. Através de uma amiga, Vera Beatriz,  conseguiu contato com uma gravadora pequena, a gravadora Pialo, que gravou o disco dos Farrapos, fazendo o sucesso com as músicas Me Comparando ao Rio Grande e Tico Tico no Fubá. Os Farrapos gravaram 3 discos com a gravadora Pialo.
Para o quarto disco, denominado Pampa na Garupa, assinaram contrato com a gravadora ACIT, uma das mais tradicionais do Rio Grande. Iedo preparou o repertório com as melhores músicas que tinha composto até então, sendo que várias delas já haviam sido testadas em suas apresentações nas churrascarias. Este disco teve músicas de grande sucesso, principalmente Ala Pucha, que ficou conhecida nacionalmente, e levou o grupo a se apresentar no Clube do Bolinha, um dos programas de maior audiência na época. Com esse disco, os Farrapos ganharam o Disco de Ouro, em 1988. Antes da apresentação no Bolinha, Ala Pucha já tinha vendido mais de 160.000 cópias. Outras músicas do disco Pampa na Garupa que fizeram bastante sucesso foram: Pampa na Garupa, Gaita da Bossoroca, Tchê, Passo do Bugio.
Também durante o período em que atuava nos Farrapos, Iedo viajou em turnê com o grupo duas vezes para o exterior: primeiro para Inglaterra (Liverpool, Preston e Manchester) em 1986, e depois para a Escócia em 1989, ambas as vezes a convite do folclorista Paixão Côrtes, para apresentar a cultura gaúcha na Europa.
Durante sua participação nos Farrapos, Iedo gravou 07 LPs.

### Carreira Solo
Após o grande sucesso junto dos Farrapos, Iedo Silva decidiu, em 1994, partir para a carreira solo.
Em 11 de Junho de 2010 Iedo Silva gravou no 35 CTG na Capital dos Pampas, o seu primeiro trabalho ao vivo, onde resgatou seus grandes sucessos de toda sua carreira:
1.	Pampa na Garupa
2.	Queixo seco
3.	Chiquita
4.	Gaita da Bossoroca
5.	Chote Laranjeira
6.	Passo do Bugio
7.	Gauderiada
8.	Me Comparando ao Rio Grande
9.	Despedida de Peão 
10.	Faculdade Campeira
11.	Imaginação
12.	Gritos que se Perderam
13.	Ala Pucha
14.	A Dança dos Compadres
15.	Águas de Cachoeira
16.	Tico-tico no Fubá
17.	Cevando o Mate

### Família
Filhos: Kellen e Rodrigo

### Morte
Iedo morreu no dia do gaiteiro, em 15 de setembro de 2021, aos 74 anos, devido a complicações de COVID. Meses antes descobriu um câncer de próstata, o qual estava também em tratamento.

## Prêmios e Indicações[6]
Disco de Ouro – Ala Pucha - 1988
Medalha Jaime Caetano Braum - 2007
Troféu Rede Pampa de Rádio e Televisão – 2008
Troféu Rede Pampa de Rádio e Televisão - 2008

## Discografia
Em sua participação nos conjuntos Os Tauras e Os Farrapos, Iedo garvou 11 LPs. Na carreira solo, lançou os seguintes trabalhos:
Cantorias – 1994
Saudade na Garupa – 1994
Rio Grande Dentro do Peito – 1999
25 anos – 2000
35 anos – 2010
40 anos – 2015
Semente de Vanera – 2017
Amanhecer no Pampa - 2017